# PGC 69143
LEDA/PGC 69143 ist eine Spiralgalaxie vom Hubble-Typ Sd im Sternbild Steinbock auf der Ekliptik, die schätzungsweise 500 Millionen Lichtjahre von der Milchstraße entfernt ist. Gemeinsam mit NGC 7016, NGC 7017 und NGC 7018 bildet sie die >500 Millionen Lichtjahre entfernte NGC-7016 Galaxiengruppe.